# Una vedova
Una vedova (Une veuve) è un racconto dello scrittore francese Guy de Maupassant, pubblicato per la prima volta il 1º settembre 1882 sul quotidiano Le Gaulois. Viene raccolto in volume l'anno successivo nella raccolta Chiaro di luna (Clair de lune) pubblicata dall'editore Monnier. Il racconto narra la tragica infatuazione di un bambino appena dodicenne per la propria cugina ventenne.

## Trama
Al termine d'una giornata di caccia, una vecchia signora rimasta nubile inizia a raccontare la vicenda che ha reso tanto crudele e disgraziato l'intero corso della propria vita.
Lei era l'ultima della famiglia Santèze, con tre fratelli più grandi, oramai morti da lungo tempo; tutte persone dal sangue caldo dominate da grandi passioni e sentimenti. Al patriarca sessantacinquenne capitò di perdere letteralmente la testa per la giovane figlia d'uno dei suoi sottoposti; ha finito per impiccarsi dopo che la ragazza gli venne portata via da un giovanotto.
 Il padre di lei invece si è suicidato in una camera d'albergo a Parigi dopo esser stato lasciato dalla cantante lirica di cui era follemente innamorato.
A seguito di quest'ultima tragedia la madre andò a vivere con la sorella ed il figlioletto dodicenne di quest'ultima. Si trattava d'un bambino molto intelligente, pacato e riflessivo ma, purtroppo anche lui dominato dai sentimenti travolgenti dei suoi antenati: ascoltando le storie di famiglia il piccolo, forse anche un po' per imitare gli adulti e sentirsi così più grande di quello che era effettivamente, finì con l'innamorarsi della cugina allora poco più che ventenne.
Da principio il suo amore viene espresso con garbo e gentilezza, ma presto il sangue della sua razza comincia a farsi sentire e a ribollire; la passione lo travolge sempre più il che lo fa divenire ogni giorno più audace ed eccessivo nelle proprie richieste. Arriva a ricattare la ragazza dicendo che, se lei lo rifiuta, lui sarebbe andato a raccontar tutto al padre addossandole così la colpa.
L'anno seguente, quando il ragazzo torna per le vacanze estive, ritrova la cugina in procinto di sposarsi: il preadolescente, travolto dalla disperazione per esser stato abbandonato dall'amatissima cugina scappa nel bosco e qui si impicca ad un albero. La giovane donna a questo punto rompe il fidanzamento, rifiutandosi per il resto dei suoi giorni di sposarsi: si è considerata da allora in poi come la vedova ufficiale del cuginetto tredicenne morto per amore suo.
Rimase per sempre legata a questo struggente ricordo tramite un piccolo anello contenente una ciocca di capelli del troppo precoce ragazzino.